# Базилика Святой Клотильды
Базилика Святой Клотильды (фр. Basilique Sainte-Clotilde) — католическая церковь в VII округе Парижа. Базилика находится в районе Сен-Жермен-де-Пре, фасад храма выходит на улицу Ла Кас.
Первоначальный проект неоготической церкви был выполнен архитектором Францем-Христианом Гау. Возведение здания началось в 1846 году. После смерти Гау в 1853 году работу продолжил Теодор Баллю. Церковь была торжественно освящена 30 ноября 1857 года в честь Святой Клотильды, жены короля франков Хлодвига, и святой мученицы Валерии Лиможской.

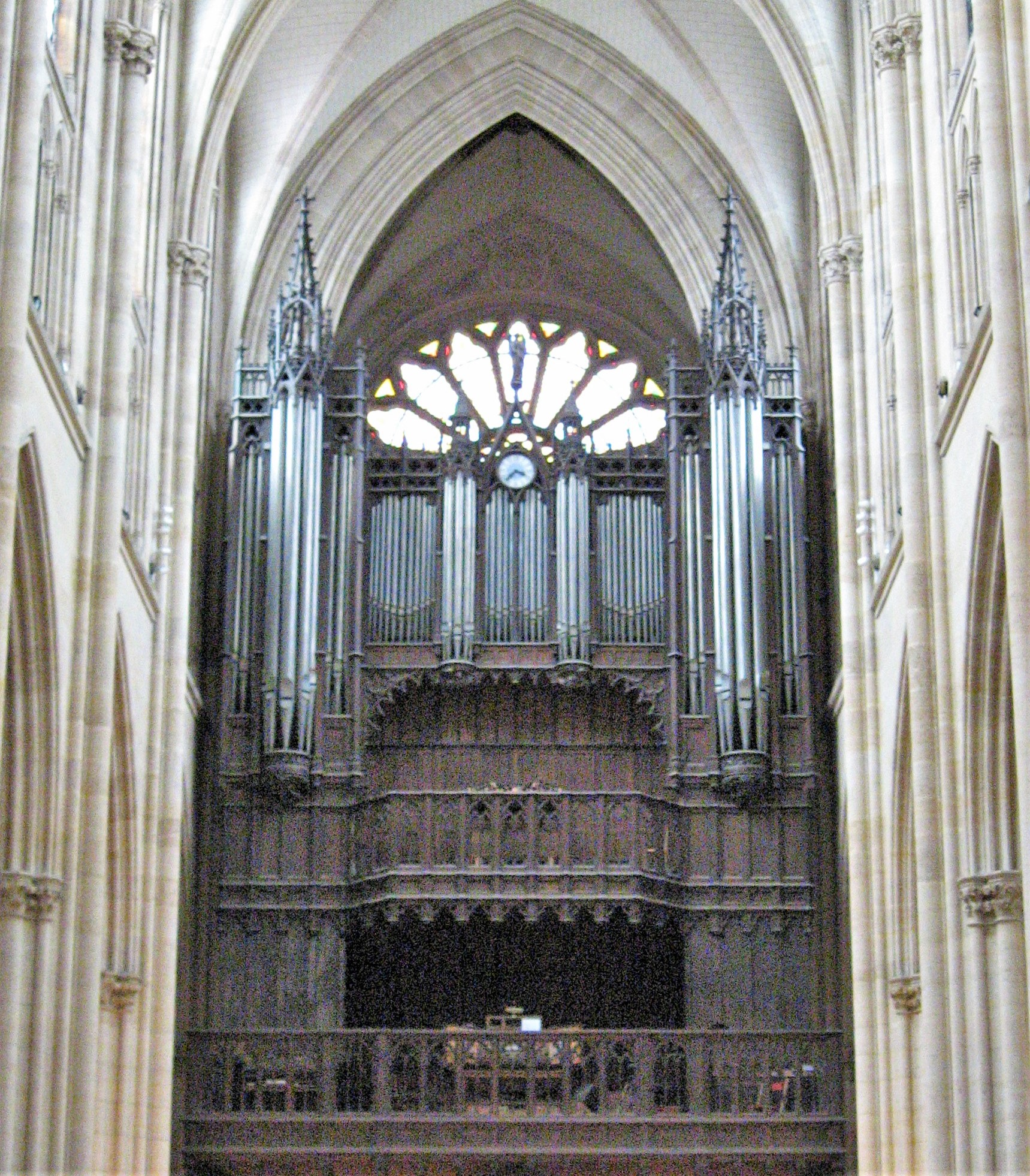
Орган базилики

Спустя два года после завершения строительства в церкви был установлен орган мастера Аристида Кавайе-Колля. 1 декабря 1859 года орган впервые зазвучал, играл на нём известный композитор и органист Сезар Франк. Франк работал на должности органиста церкви вплоть до своей смерти в 1890 году. Кроме Франка органистами церкви св. Клотильды был ряд известных музыкантов: Габриэль Пьерне (1890—1898), Шарль Турнемир (1898—1939), Жан Лангле (1945—1987).
В 1896 году, в честь 1400-летия крещения Хлодвига, папа Лев XIII присвоил церкви св. Клотильды почётный статус малой базилики.
Базилика имеет форму латинского креста. Во внешнем облике храма выделяются две башни, расположенные по бокам главного фасада; их высота составляет 69 метров. В интерьере церкви выделяются витражи XIX века, сохранившиеся с момента постройки. Капелла Пресвятой Девы украшена картинами Ж. Ленепвё. Скульптуры стояний Крестного пути созданы Ж. Ж. Прадье и Ф. Ж. Дюре. Серия скульптур, посвящённая Валерии Лиможской, выполнена Э. Гильомом.